# 홋카이도 제1구
홋카이도 제1구 (北海道第1区, ほっかいどうだい1く)는 일본의 중의원 선거구이다. 1994년 공직선거법 개정으로 신설되었다.

## 지역
- 삿포로시
  - 주오구
  - 미나미구
  - 니시구 (핫사무, 핫사무주오, 하치켄, 하치켄주오의 각 연합마을회관 관내구역 제외)
  - 기타구 (뎃세이 연합마을회관 관내구역)
    - 본청 관내 기타로쿠조니시1-9초메, 기타시치조니시1-11초메, 기타큐조니시1-11초메, 기타주조니시1-11초메, 기타주이치조니시1-11초메, 기타주니조니시5-12초메, 기타주산조니시5-12초메 기타주욘조니시5-13초메, 기타주고조니시6-13초메, 기타주로쿠조니시6-13초메, 기타주시치조니시7-13초메

2017년 선거구 개편 이전에는 주오구, 미나미구, 니시구 전역에 해당되었다.

## 역사
1996년 소선거구제 실시 이후 다섯 차례 연속으로 민주당의 요코미치 다카히로가 당선된 민주당 텃밭이었지만 2012년 총선에서 자유민주당 신인후보 후나하시 도시미쓰가 치열한 접전 끝에 요코미치를 물리치고 초선의원으로 당선됐다 (요코미치는 석패율제로 부활 당선). 이후 2014년 총선에서 요코미치가 후나하시를 다시 물리치고 지역구를 되찾았다.
2016년 요코미치 의원이 은퇴를 발표하면서 2017년 10월 제48회 일본 중의원 의원 총선거에서는 요코미치 의원의 뒤를 이은 입헌민주당의 미치시타 다이키가 나서면서 후나하시와 미치시타의 접전이 예상되었으나 미치시타가 첫 당선에 성공하였다. 후나하시 역시 홋카이도 내 자민당 낙선자 중 유일하게 비례대표로 부활하였다.
일본 전국에서도 득표 격차가 큰 선거구 중 하나이며, 유권자수는 홋카이도 내에서 최다 지역구로 꼽힌다. 2009년 9월 추계인구는 574,196명이었다.

## 역대 의원
| 선거          | 정당 | 정당       | 의원              |
| ------------- | ---- | ---------- | ----------------- |
| 1996년 제41회 |      | 민주당     | 요코미치 다카히로 |
| 2000년 제42회 |      | 민주당     | 요코미치 다카히로 |
| 2003년 제43회 |      | 민주당     | 요코미치 다카히로 |
| 2005년 제44회 |      | 민주당     | 요코미치 다카히로 |
| 2009년 제45회 |      | 민주당     | 요코미치 다카히로 |
| 2012년 제46회 |      | 자유민주당 | 후나하시 도시미쓰 |
| 2014년 제47회 |      | 민주당     | 요코미치 다카히로 |
| 2017년 제48회 |      | 입헌민주당 | 미치시타 다이키   |
| 2021년 제49회 |      | 입헌민주당 | 미치시타 다이키   |
| 2024년 제50회 |      | 입헌민주당 | 미치시타 다이키   |

## 역대 선거 결과

### 1996년 (제41회)
|  | 45.88% |

|  | 25.17% |

|  | 14.63% |

|  | 14.32% |

### 2000년 (제42회)
|  | 50.70% |

|  | 29.09% |

|  | 12.34% |

|  | 7.86% |

### 2003년 (제43회)
|  | 55.44% |

|  | 34.56% |

|  | 10.01% |

### 2005년 (제44회)
|  | 45.73% |

|  | 40.83% |

|  | 8.12% |

|  | 5.32% |

### 2009년 (제45회)
|  | 54.30% |

|  | 36.85% |

|  | 7.65% |

|  | 1.21% |

### 2012년 (제46회)
|  | 31.07% |

|  | 28.89% |

|  | 16.86% |

|  | 16.20% |

|  | 6.98% |

### 2014년 (제47회)
|  | 43.47% |

|  | 39.55% |

|  | 11.96% |

|  | 5.02% |

### 2017년 (제48회)
|  | 53.48% |

|  | 46.52% |

### 2021년 (제49회)
|  | 45.33% |

|  | 41.00% |

|  | 13.66% |

### 2024년 (제50회)
|  | 43.34% |

|  | 32.04% |

|  | 8.58% |

|  | 8.04% |

|  | 8.00% |

## 같이 보기
- 홋카이도 선거구